# Sabellaria orensanzi
Sabellaria orensanzi är en ringmaskart som beskrevs av Kirtley 1994. Sabellaria orensanzi ingår i släktet Sabellaria och familjen Sabellariidae. Inga underarter finns listade i Catalogue of Life.